# Seznam univerz in kolidžev v Združenih državah Amerike
Seznam univerz v ZDA.

## Seznam
- Univerza v Chicagu
- Univerza Columbia
- Univerza Cornell
- Univerza Harvard
- Kalifornijski tehnološki inštitut
- Univerza Kalifornije
  - Univerza Kalifornije, Berkeley
  - Univerza Kalifornije, Davis
  - Univerza Kalifornije, Irvine
  - Univerza Kalifornije, Los Angeles
  - Univerza Kalifornije, Merced
  - Univerza Kalifornije, Riverside
  - Univerza Kalifornije, San Diego
  - Univerza Kalifornije, San Francisco
  - Univerza Kalifornije, Santa Barbara
  - Univerza Kalifornije, Santa Cruz
- Univerza Princeton
- Seattleška tihomorska univerza (Seattle Pacific University; SPU)
- Univerza Stanford
- Tehnološki inštitut Massachusettsa (Cambridge, Massachusetts)
- Univerza Yale
- Univerza Johnsa Hopkinsa (Baltimore, Maryland)
- itd.